# یواس‌اس مک (دی‌ئی-۳۵۸)
یواس‌اس مک (دی‌ئی-۳۵۸) (به انگلیسی: USS Mack (DE-358)) یک کشتی بود که طول آن ۳۰۶ فوت (۹۳ متر) بود. این کشتی در سال ۱۹۴۴ ساخته شد.